# Microvilli
I microvilli sono delle estroflessioni digitiformi della membrana plasmatica del polo apicale di cellule appartenenti al tessuto epiteliale di rivestimento. Sono alti 1 µm e larghi 0,08 µm circa. 
Hanno la funzione di aumentare la superficie di scambio, infatti si trovano su cellule impiegate nell'assorbimento di acqua e nutrienti, come gli enterociti (cellule epiteliali unite da complessi di giunzione con funzione di barriera) nell'intestino e le cellule che rivestono il lume del tubulo contorto prossimale nel rene.
Insieme a stereociglia, chinetociglia e crosta, costituisce quelle che sono le specializzazioni apicali della superficie cellulare.

## Costituzione dei microvilli
La struttura dei microvilli è mantenuta dal citoscheletro, costituito da trenta-quaranta microfilamenti di actina ordinati parallelamente e tenuti insieme da ponti di villina e fimbrina. La zona apicale del fascio di microfilamenti (terminazione positiva) è stabilizzata da un cappuccio proteico elettrondenso di villina ed è collegata lateralmente alla membrana attraverso la calmodulina e la miosina I.
Alla base del microvillo, i microfilamenti sono invece ancorati ad una zona corticale, ricca in actina e spectrina.
Sulla superficie apicale del microvillo dell'epitelio intestinale si trova il glicocalice, una fitta rete composta da lunghe catene di glicoproteine e proteoglicani. Tale struttura esercita una funzione di protezione per la membrana del microvillo stesso, al contempo possiede enzimi in grado di influenzare l'assorbimento.

## Osservazione al microscopio
I microvilli, essendo alti 1-2 µm, ma spessi meno di 100 nm (generalmente tra i 50 nm e i 100 nm), non sono distinguibili al microscopio ottico (a differenza delle ciglia). La loro presenza però costituisce un ispessimento della superficie libera delle cellule epiteliali, dato dalla loro stretta vicinanza e denominato "orletto striato" (detto anche orletto a spazzola). Sono invece ben identificabili e caratterizzabili con il microscopio elettronico a trasmissione (TEM).